# Trương Xá
Trương Xá là một kiểu gọi tên làng theo họ người từ lâu đời của nhiều làng xã ở nông thôn miền Bắc Việt Nam. Tương tự như các làng gắn với họ được thống kê trong cuốn "Tên làng xã Việt Nam đầu thế kỷ 19" là Nguyễn Xá (36 nơi), Đào Xá (12 nơi), Đỗ Xá (16 nơi), Hoàng Xá (35 nơi), Ngô Xá (19 nơi), Lê Xá (21 nơi), Phạm Xá (11 nơi), Dương Xá (10 nơi), Phan Xá (7 nơi),...
Rất nhiều làng mang tên Trương Xá gắn liền với lịch sử họ Trương trong quá trình hình thành và phát triển làng. Trong cái tên gọi Trương Xá này, chữ Xá có nghĩa là nơi cư trú. Trương Xá có nghĩa là "Làng của những người mang họ Trương", một họ của người Việt Nam.
Dưới đây là danh sách chưa đầy đủ các làng Trương Xá ở Việt Nam:
- Làng Trương Xá, Thị trấn Hồ, Thuận Thành, Bắc Ninh. Nơi có giống gà Hồ.
- Làng Trương Xá, Chân Lý, Lý Nhân, Hà Nam.
- Làng Trương Xá, Toàn Thắng, Kim Động, Hưng Yên. Làng nghề nấu rượu nổi tiếng.[2]
- Làng Trương Xá, Hòa Lộc, Hậu Lộc, Thanh Hóa. Làng nghề làm muối.[3]
- Làng Trương Xá, Cam Hiếu, Cam Lộ, Quảng Trị.
- Làng Trương Xá, nay thuộc xã Phùng Chí Kiên, Mỹ Hào, Hưng Yên.
- Làng Trương Xá, nay thuộc xã Chương Xá, Cẩm Khê, Phú Thọ. Nơi xưa là căn cứ Hồi Hồ cửa sứ quân Kiều Thuận.
- Làng Trương Xá, huyện Chân Phúc nay thuộc Nghi Lộc, Nghệ An. Quê hương của danh tướng Nguyễn Xí.